# فوئنسانتا د مارتس
فوئِنسانتا دِ مارتُس (به اسپانیایی: Fuensanta de Martos) یکی از دهستان‌های استان خائن در کشور اسپانیا است. این شهر با مساحت ۵۳ کیلومتر مربع، ۳۲۵۴ تن جمعیت دارد.